# Richard Pötter
Richard Pötter (* 7. August 1948 in Brilon) ist ein deutscher Strahlentherapeut. Er leitete von 1993 bis 2016 die Universitätsklinik für Strahlentherapie der Medizinischen Universität Wien.
Pötter studierte Medizin in Münster und wurde 1989 habilitiert. Von 1999 bis 2003 war er Präsident der Europäischen Brachytherapie-Gruppe GEC ESTRO.